# Slaget om Näsilinna 1918
Slaget om Näsilinna 1918 (finska: Taistelu Näsilinnasta 1918) är en finlandssvensk halvdokumentär film från 2012 om Slaget om Tammerfors. Filmen är baserad på verkliga händelser och använder berättelserna om soldaterna från Melins kompani och dokumentärfilm och fotomaterial från den tiden. Nicke Lignell spelar huvudrollen som jägaröversten Erik Gunnar Melin.
Två versioner av filmen gjordes: den ena med finsk berättarröst av Pekka Milonoff och den andra på svenska med svenskspråkig berättarröst av Staffan von Martens.

## Handling
Ett kompani vita under ledning av jägarlöjtnanten Erik Melin (Nicke Lignell) får i uppdrag att tränga in i centrala Tammerfors som kontrolleras av de röda och ta över palatset Näsilinna.

## Rollista
- Nicke Lignell – överjägarlöjtnant Erik Gunnar Melin
- Anton Häggblom – jägarfanjunkare Boström
- Petter Kevin – löjtnant Holm
- Wilhelm Grotenfelt – underofficer Johannes Lundström
- Thomas Holm – soldat Oskar Bäckström
- Matias Asplund – soldat Johannes Fagerholm
- Markus Wilson – soldat Oskar Åbb
- Mike Nordlund – soldat Edvin Häger
- Fredrik Westblom – soldat Oskar Nybacka
- Anders Ek – Viljam Haglund
- Axel Hanses – Karl Evert Häggblom
- Frank Nylund – Kurt Korsbäck
- David Grandell – Johannes Mattans
- Roy Mäki-Fränti – Oskar Mattans
- Jan Holm – Oskar Nordling
- Kevin Smulter – Viktor Punsar
- Andreas Swahn – Emil Sved
- Kristian Snellman – Einar Söderman
- Pekka Milonoff – berättare (finsk version)
- Staffan von Martens – berättare (svensk version)

## Produktion

### Idé och bakgrund
Författaren Robert Alftan presenterade hösten 2010 en ny filmidé om slaget vid Näsilinna i Tammerfors för Claes Olsson. Slaget vid Tammerfors 1918 hade blivit det avgörande slaget i det finska inbördeskriget. De vita med Mannerheim i spetsen hade attackerat staden Tammerfors som kontrollerades av de röda och lyckades slutligen inta den. Cirka 2 000 röda och cirka 700 vita dog i striderna. Filmmanuset som utarbetats tillsammans av Olsson och Alftan baserades på intervjuer som Konrad Vestlin gjorde 1936. Detta material publicerades 1938 i Konrad Vestlins bok Melins kompani.
Olsson och hans filmteam gjorde mycket bakgrundsarbete för filmen. Enligt en intervju i Suomen Kuvalehtis kontaktade Olsson Melins dotter och fick genom henne tag på material såsom gamla tidningsklipp, Melins korrespondens från 1918 och fotografier. Olsson ska ha sagt: "Breven är historieskrivning på mikronivå. De berättar om stämningen direkt genom ögonen på dem som upplevde händelserna." Enligt Aamulehti den 11 februari 2011 studeras stridens förlopp och detaljer minut för minut av manusstudenter vid Tammerfors yrkeshögskola. I filmen förekommer också många arkivfilmer och fotografier.
Enligt tidningen Ruutuväki hittades cirka 550 band med berättelser om Melins trupper i Åbo Akademis samlingar. Bland berättelserna valdes fem protagonister ut baserade på riktiga personer, vanliga oerfarna färskingar, genom vilka slaget vid Näsilinna började filmatiseras. Enligt Aamulehti den 11 februari 2011 skulle filmen spelas in i stil med TV-serierna Band of Brothers och The Pacific, med riktiga personliga berättelser. Olssons val var att använda unga amatörskådespelare från Österbotten, av vilka många aldrig ens varit i armén, i filmens huvudroller.

### Plats

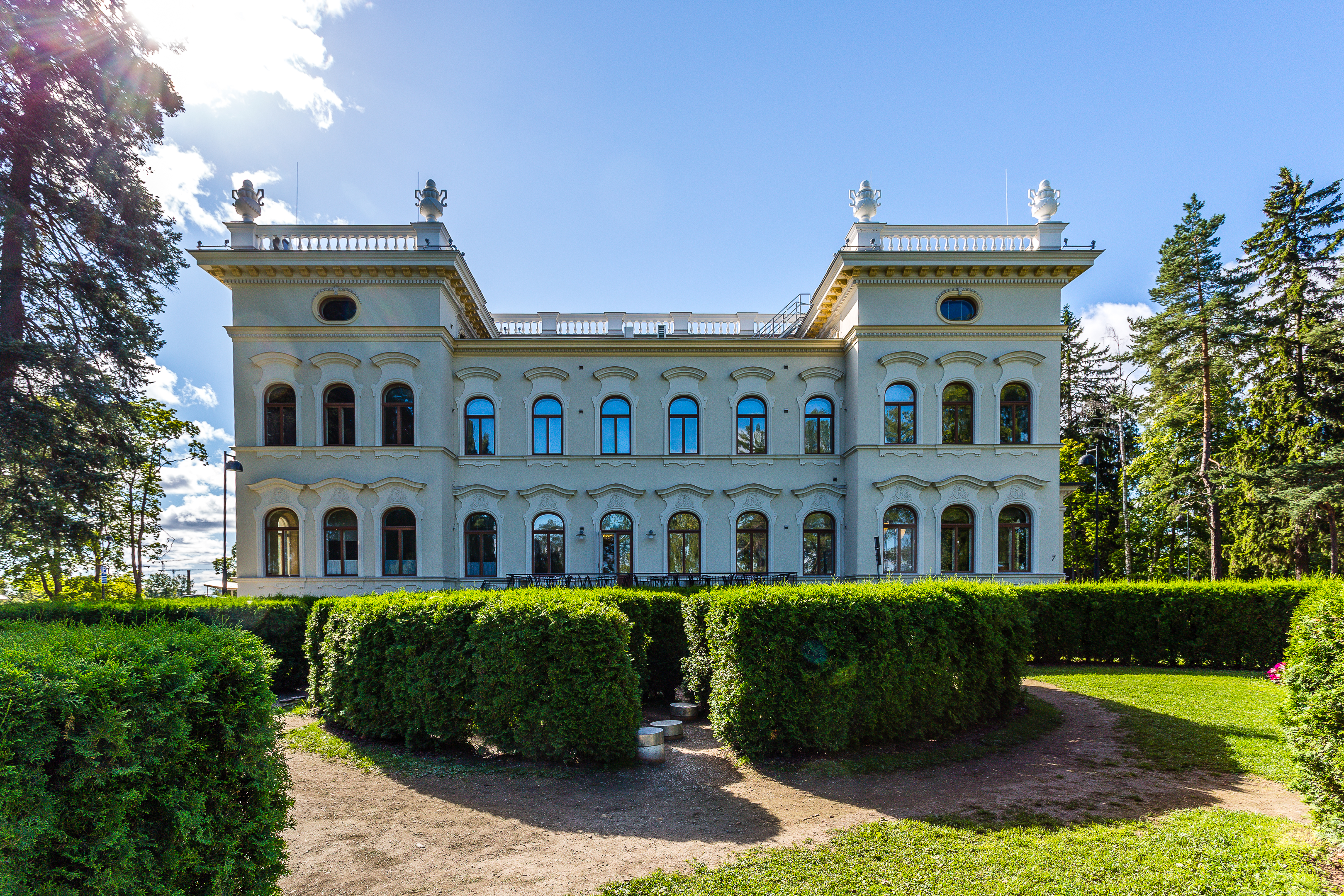
Näsilinna

Nybarockvillan Näsilinna (ursprungligen kallad Milavida), filmens huvudscen, byggdes av Peter von Nottbeck som hem för sin familj 1898 på Tammerfors Näsikallio. Efter Nottbecks död stod den tom. Tammerfors stad köpte Näsilinna och grundade där 1908 Tavastlands museum. Museet har varit stängt sedan 1998. När inspelningen började var det känt att Näsilinna skulle stå tomt åtminstone till hösten 2011. Därefter restaurerades villan. Museo Milavida öppnade igen för allmänheten 2015.

### Inspelning
Filmen spelades in i Tammerfors på 17 dagar under maj 2011. Enligt Aamulehti tog staden Tammerfors bort lyktstolparna för filmen och lämnade inspelningsplatserna ostädade över vintern för att ge landskapet en vårkänsla. Vinklarna var valda för att bland annat den närliggande berg-och-dalbanan Särkänniemi inte skulle synas i filmen.